# Wanda Landowska
Wanda Landowska, née le 5 juillet 1879 à Varsovie et morte le 16 août 1959 à Lakeville (Connecticut, États-Unis), est une pianiste, compositrice et claveciniste polonaise, considérée comme une des personnalités les plus importantes dans la renaissance du clavecin au début du XXe siècle.
Même si ses opinions musicologiques et son attachement exclusif au clavecin Pleyel — si éloigné du clavecin traditionnel qu'il est parfois tenu pour un instrument distinct — sont à présent plutôt décriés, Wanda Landowska est très généralement considérée comme la première actrice majeure de cette renaissance. Selon Ann Bond, « l'enthousiasme de Landowska et sa profonde musicalité furent néanmoins à l'origine d'une augmentation de l'intérêt porté au répertoire historique ».

## Biographie

### Débuts professionnels
Née dans une famille d'origine juive convertie au catholicisme, Wanda Landowska est la fille d'un avocat musicien amateur, et d'une linguiste qui avait fondé à Varsovie la première École Berlitz.
Ayant étudié le piano dès l'âge de quatre ans, elle fait ses études au conservatoire de Varsovie, où elle a notamment comme professeurs deux spécialistes de Chopin, Jan Kleczyński et Aleksander Michałowski. Mais ses goûts personnels lui font préférer Bach, Haydn et Mozart.
En 1896, elle se rend à Berlin afin de s'y perfectionner et d'y étudier la composition avec Heinrich Urban.
Son premier univers sonore est celui de Hans von Bülow et de l'inflation post-romantique des orchestres symphoniques. Mais son attirance pour la musique ancienne, son sentiment que celle-ci doit être jouée sur des instruments d'époque jalonnent sa vie entière : elle va la consacrer à une résurrection de la musique ancienne et baroque à travers l'un de ses instruments majeurs, le clavecin, que l'on redécouvre depuis quelques années grâce à quelques pionniers, dont notamment Louis Diémer.
En 1900, elle s'installe à Paris, en tant que pianiste, et épouse Henri Lew, un journaliste lui aussi d'origine polonaise. Elle devient professeur à la Schola Cantorum de Paris (jusqu'en 1913). En 1909, elle publie son premier livre, Musique ancienne. Durant cette période, elle participe à plusieurs concerts, principalement au piano, parfois au clavecin. Elle fait aussi une tournée en Russie, jouant notamment dans la propriété de Léon Tolstoï à Iasnaïa Poliana (24 et 25 décembre 1907 puis en 1909).

### Le clavecin de Wanda Landowska (1912)
Insatisfaite par sa recherche de clavecins anciens en état de jouer, elle commande à la maison Pleyel la construction d'un clavecin qu'elle inaugure en 1912 au festival Bach de Breslau : l'instrument doit supporter sans dommage les déplacements pour les concerts, ce qui en influencera la conception. En effet, contrairement au piano, largement disponible pour n'importe quel concert, les clavecins en état de fonctionner sont très rares et fragiles, forçant l'artiste à transporter avec elle son propre instrument. D'abord muni d'un cordier en bois, celui-ci verra apparaître un cadre en métal allégé en 1923. 180 instruments sur ce modèle (dit « Grand modèle de concert ») seront d'ailleurs produits jusqu'en 1969 (cf photo ci-dessous).

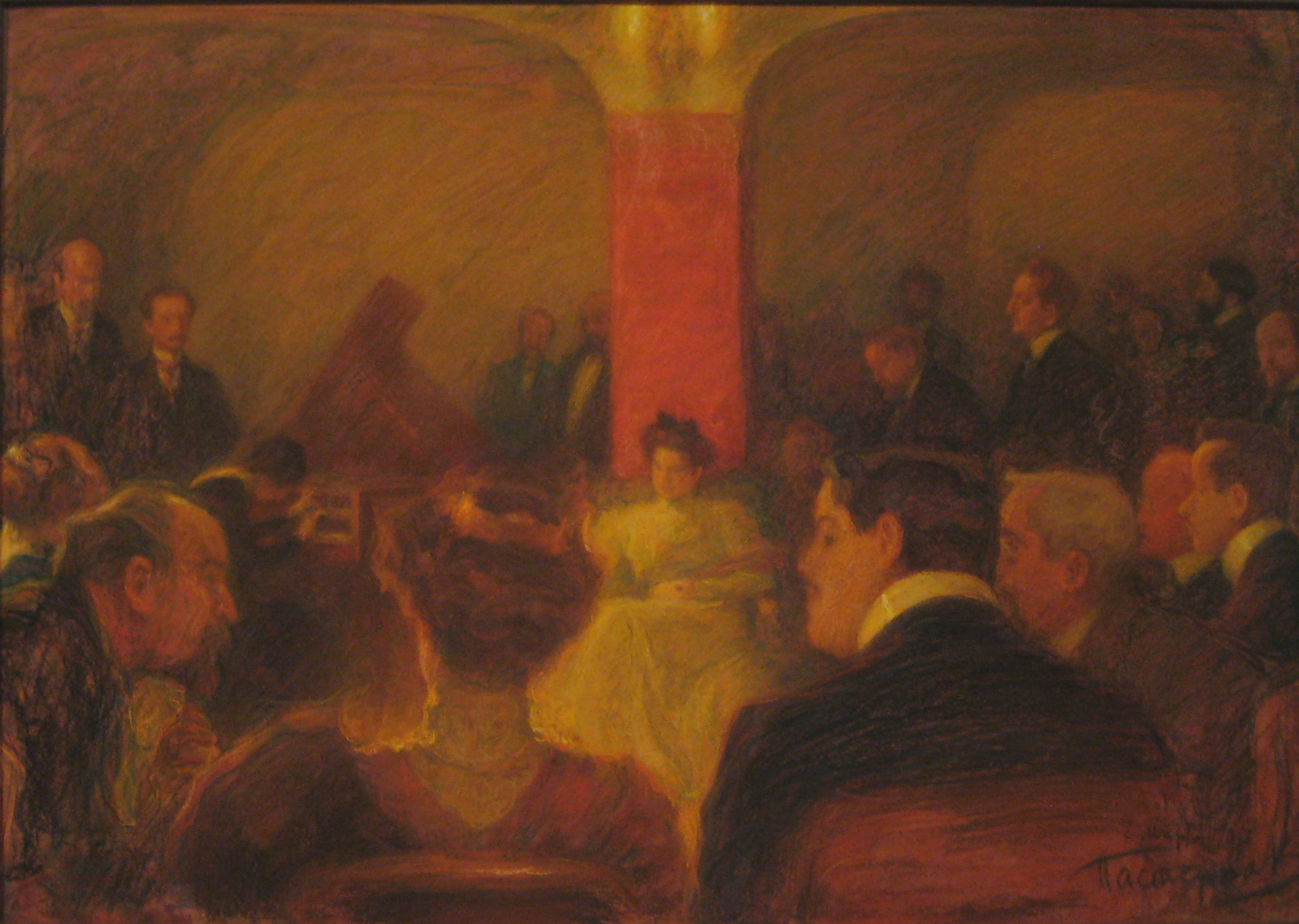
Leonid Pasternak, Concert de Wanda Landowska à Moscou, (1907, Galerie Tretiakov).

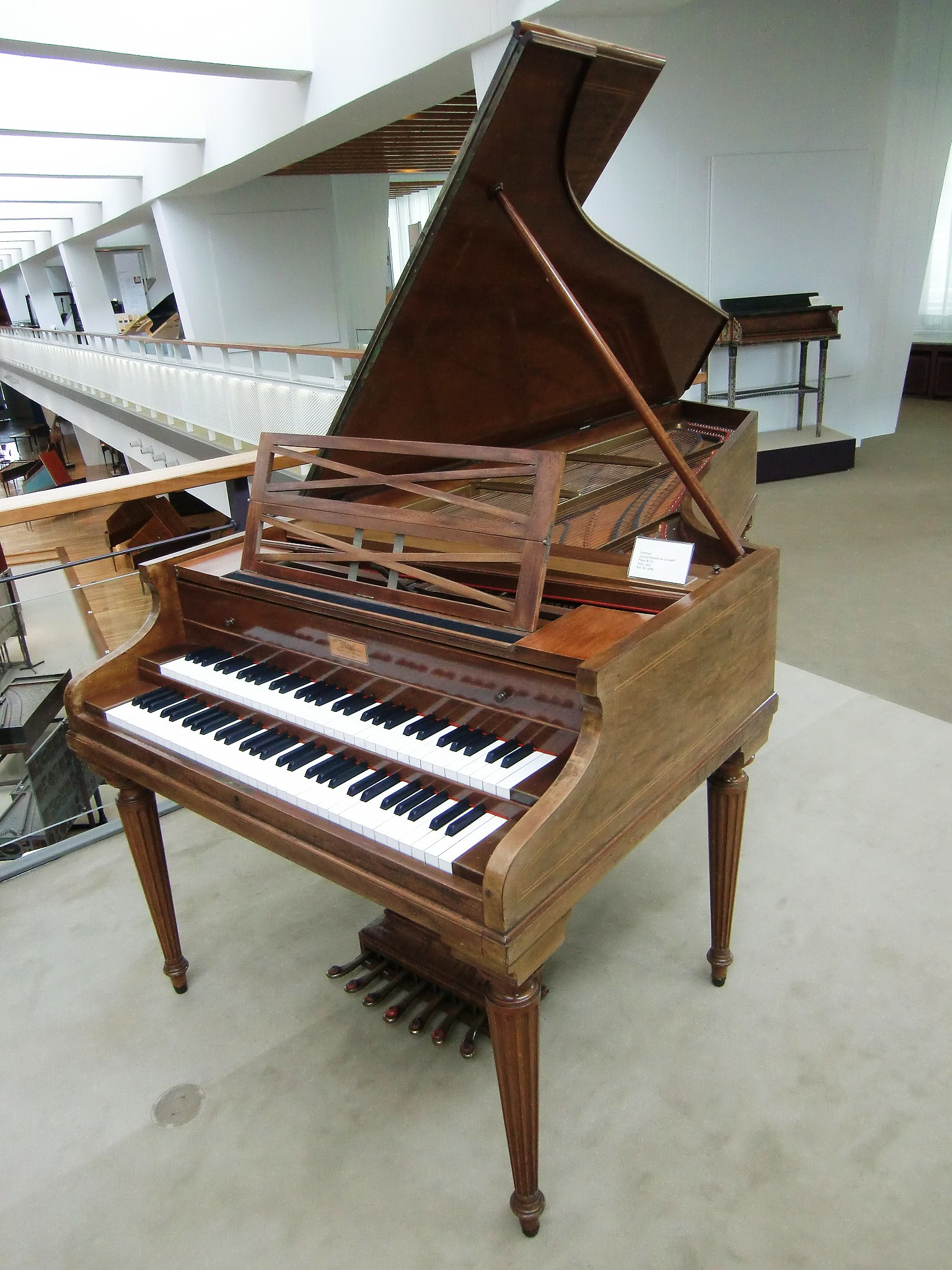
« Grand modèle de concert » de Pleyel (1927), clavecin favori de Wanda Landowska,
Berlin, Musikinstrumenten-Museum.

### La guerre et l'après-guerre
Elle rencontre un succès grandissant en France comme à l'étranger et obtient même la création d'un poste de professeur de clavecin à la Musikhochschule de Berlin, le premier créé dans le monde. Se trouvant en Allemagne au moment de la déclaration de guerre (août 1914), elle y est retenue prisonnière sur parole et donne des cours à Berlin jusqu'en 1919. Henri Lew meurt dans un accident de voiture à la fin de ce séjour en Allemagne.
Revenue en France en 1919, elle enseigne à la Schola Cantorum de Bâle et à l'École normale de musique de Paris (1921-1922), puis fait une tournée en Espagne, participant à la création d'une œuvre de Manuel de Falla (1923). C'est en 1923 qu'elle effectue sa première tournée en Amérique et réalise ses premiers enregistrements.

### L'école de Saint-Leu-la-Forêt (1927)

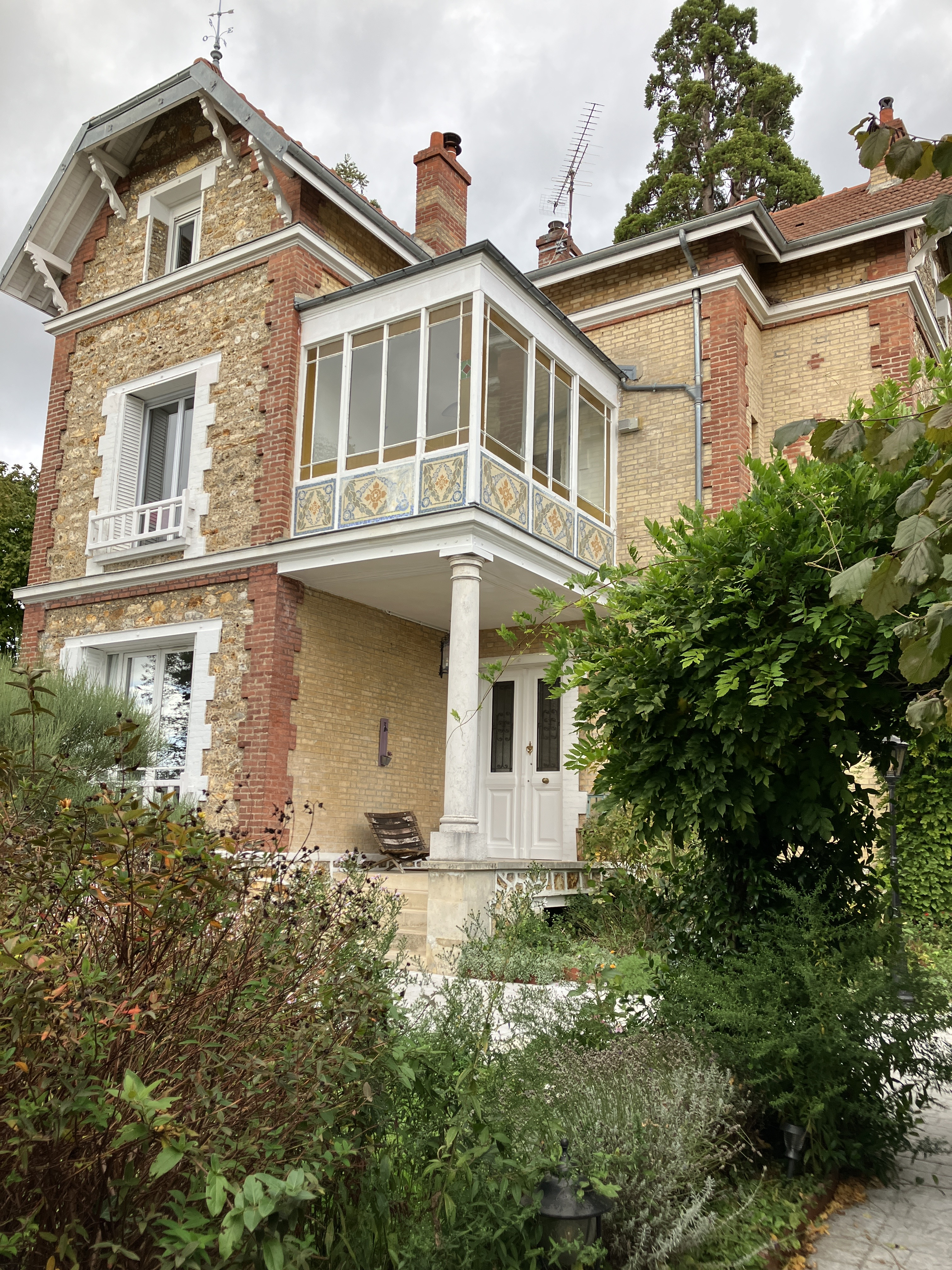
Sa maison - rue de Pontoise (154, rue du Général-de-Gaulle, de nos jours).

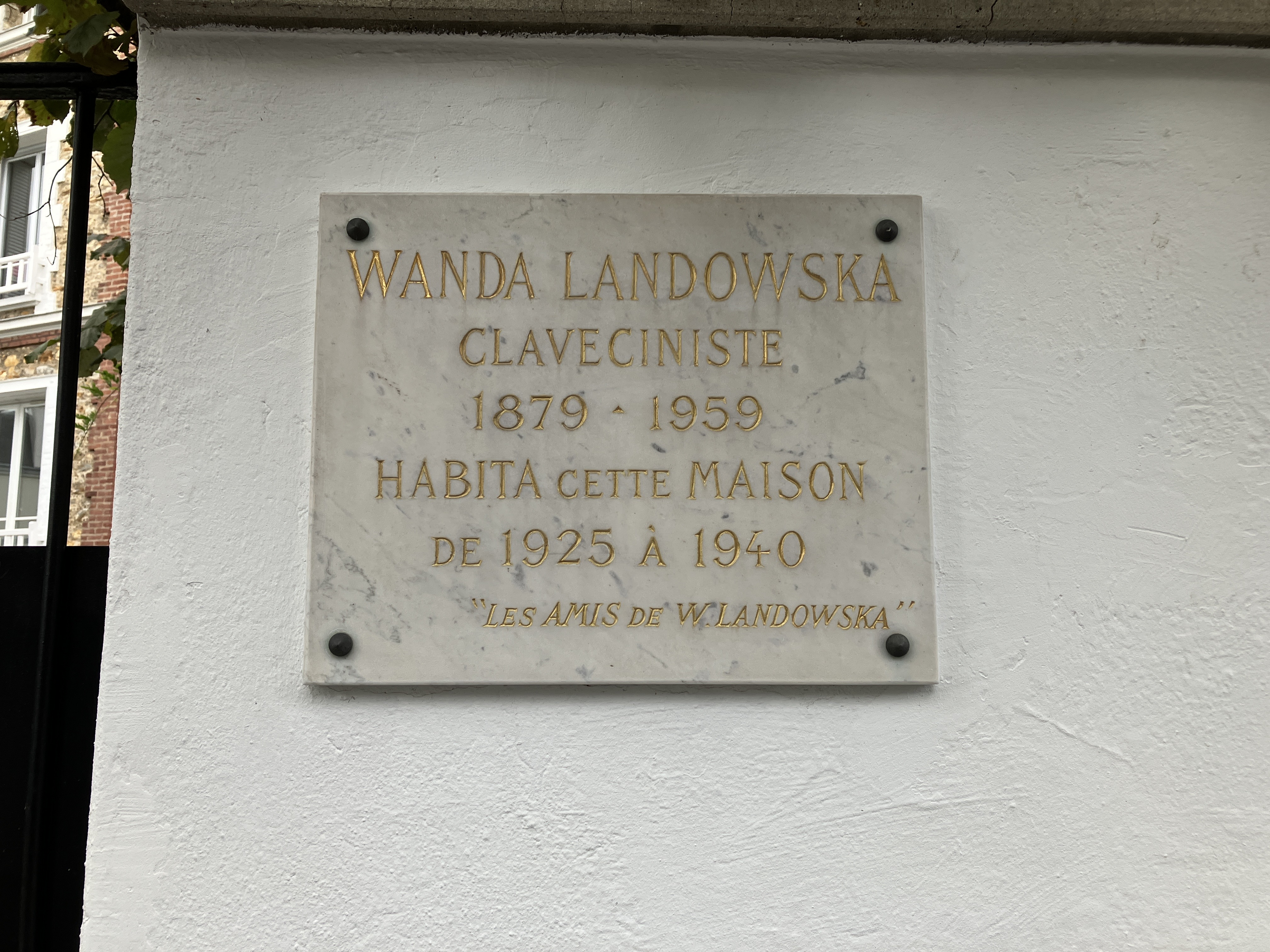
Plaque devant la maison.

En 1925, elle achète une propriété à Saint-Leu-la-Forêt, rue de Pontoise (154, rue du Général-de-Gaulle, aujourd’hui). En 1927, souhaitant transmettre ses convictions et son savoir, elle y crée l'École de musique ancienne pour des clavecinistes, des pianistes ou des chanteurs du monde entier. Elle forme de nombreux élèves, notamment Isabelle Nef, Ralph Kirkpatrick, Rafael Puyana, Aimée van de Wiele ou encore Ruggero Gerlin.
André Schaeffner a assisté aux premiers cours :

« École de Saint-Leu-la-Forêt
C'est déjà ainsi que l'on nomme l'école d'interprétation ouverte par Wanda Landowska dans la salle de musique qu'elle a fait construire à l’intérieur de sa propriété de Saint-Leu-la-Forêt. Inaugurées solennellement le 3 juillet dernier, salle et école ont, durant un trimestre entier, deux fois par semaine, accueilli élèves et auditeurs, tous enthousiastes témoins d’un enseignement pratique comme il n’en est donné aucun de comparable dans les divers conservatoires de musique.
Séminaire d’études de la musique ancienne, tel est le sous-titre que mériterait une pareille école, en donnant au mot de « séminaire » son vieux sens qu’il a gardé dans les universités germaniques. Parmi le vaste travail de spécialisation qui s’exerce dans le monde des études scientifiques, voici un nouveau lieu où, par une limitation de l’objet, ce dernier ne se prête que plus à être approfondi. C’est seulement à Bach et à Mozart, ou à leurs contemporains, que le secret de l’interprétation est demandé. Bach, Mozart, les clavecinistes français ou italiens devenant la base d’une nouvelle culture musicale. Et le mot de culture ne risque pas ici d’être pris dans un sens vague, mais avec tout ce qu’il sous-entend de technique, d’élargissement intellectuel et de valeur morale. Car ce qu’il y eut de plus remarquable à ces cours d’interprétation ce fut, en même temps que la présence de pianistes, de violonistes, de chanteuses, celle de critiques musicaux, de musicologues, de critiques et d’esthéticiens d’autres arts, venant trouver auprès du jeu charnel et inspiré, auprès des explications si lucides, quoique si chaudes d’images, de Wanda Landowska, le mot exact, l’émotion authentique, l’excitation d’idées qu’ils recherchent également dans l’examen technique des arts plastiques mais dont les pâles et futiles concerts dits de musique ancienne ne pouvaient donner le moindre équivalent. C’est par le geste même dont Wanda Landowska brise avec l’ordinaire musicologie qu’elle nous en restitue une conception neuve, plus saine et féconde. Il ne s’agit point de râcler des instruments discords et qui sentent l’antiquaire, mais d’interpréter Bach ou Mozart dans les seules conditions de pureté et d’intensité sonores. Il est un temps pour le musée et pour le dictionnaire ; il en est un autre où l’on se livre à la musique, toute pudeur jetée. »

— André Schæffner
Quelques années plus tard, le 14 mai 1933, elle donne la première exécution publique au clavecin des Variations Goldberg de Bach qu'elle travaille depuis quarante-cinq ans. Comme Felix Mendelssohn l'avait fait un siècle plus tôt avec la Passion selon Saint Matthieu, Landowska réussit à imposer l'œuvre, contribuant avec d'autres (par exemple Pablo Casals) à la réhabilitation de la musique du cantor de Leipzig.

### L'exil (1940)
Le 10 juin 1940, quelques jours avant l'arrivée des Allemands à Paris, elle quitte Saint-Leu et part pour le Midi de la France ; sa collection précieuse d'instruments est pillée par les Allemands ; elle reste ensuite pendant un an et demi en zone libre, à Banyuls, dans les Pyrénées-Orientales, puis, après des concerts en Suisse, elle part aux États-Unis et s'installe tout d'abord à New York, puis à Lakeville, dans le Connecticut. À l'âge de soixante-trois ans, elle y commence une nouvelle carrière et poursuit avec enthousiasme sa vocation en enseignant, en donnant des concerts et en réalisant des enregistrements (elle enregistra les 48 préludes et fugues du Clavier bien tempéré de Bach à l'âge de 70 ans). Elle ne reviendra jamais en France.

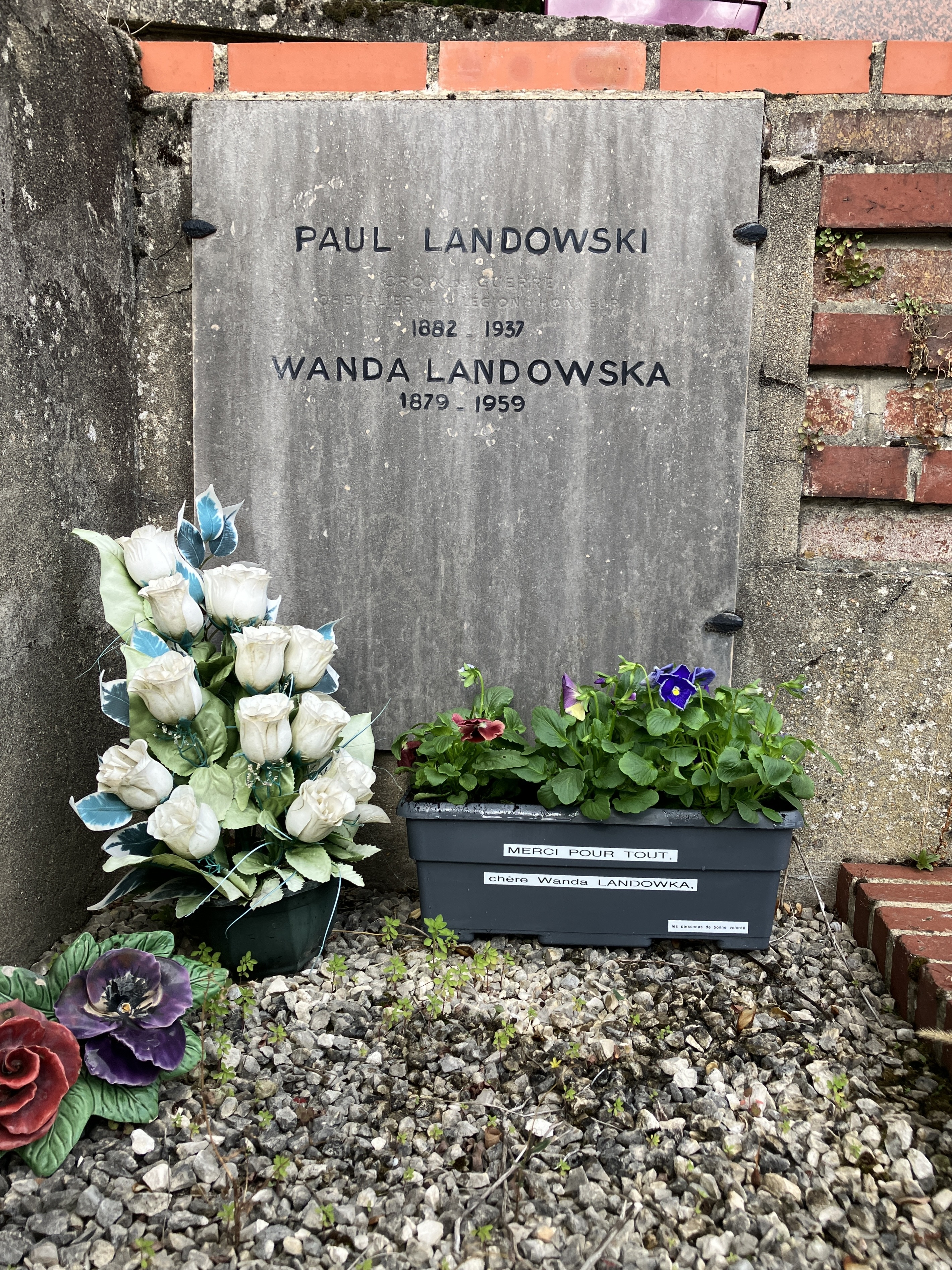
Détail de la tombe.

Ses cendres sont inhumées près de celles de son frère Paul au cimetière de Taverny. Wanda a fait installer un petit banc fixe devant la tombe pour se recueillir.  
Sa disciple et compagne Denise Restout a traduit et édité ses écrits sur la musique, entre autres Musique ancienne et Landowska on Music (Londres, 1965).

## La reconnaissance internationale
Wanda Landowska, décorée par les gouvernements français et polonais, gagna l'estime du monde musical international. De grands compositeurs du XXe siècle composèrent des œuvres pour elle, comme Manuel de Falla et Francis Poulenc.

### Jugements sur Wanda Landowska
- « L’interprète idéale » (Norbert Dufourcq[12])
- « Wanda Landowska est la muse du clavecin. » (Bernard Gavoty[13])
- « Eine geniale Künstlerin » [une artiste géniale] (Hanns Neupert[14])
- « The incomparable Wanda Landowska » (Larry Palmer[15])
- « Une bacchante en Bach. » (Arthur Nikisch)[16]

### Hommages
- Collège Wanda Landowska, à Saint-Leu-la-Forêt
- Landowska, cratère vénusien ainsi nommé en son honneur[17]

## L'œuvre

### Discographie sélective
Clavecin
- Bach
  - Fantaisie chromatique et fugue, BWV 903.
  - Partita en si bémol majeur, BWV 825.
  - Le clavecin bien tempéré
  - Variations Goldberg, enregistrées à Saint-Leu-la-Forêt en novembre 1933
- Scarlatti
  - Sonates pour clavecin (enregistrées entre 1923 et 1946) soit environ quarante cinq sonates, dont 25 en 1934 et une autre série de 13 en 1939–1040[18].

Piano
- Mozart, Concerto pour piano no 26, K. 537 « du couronnement ».

### Livres

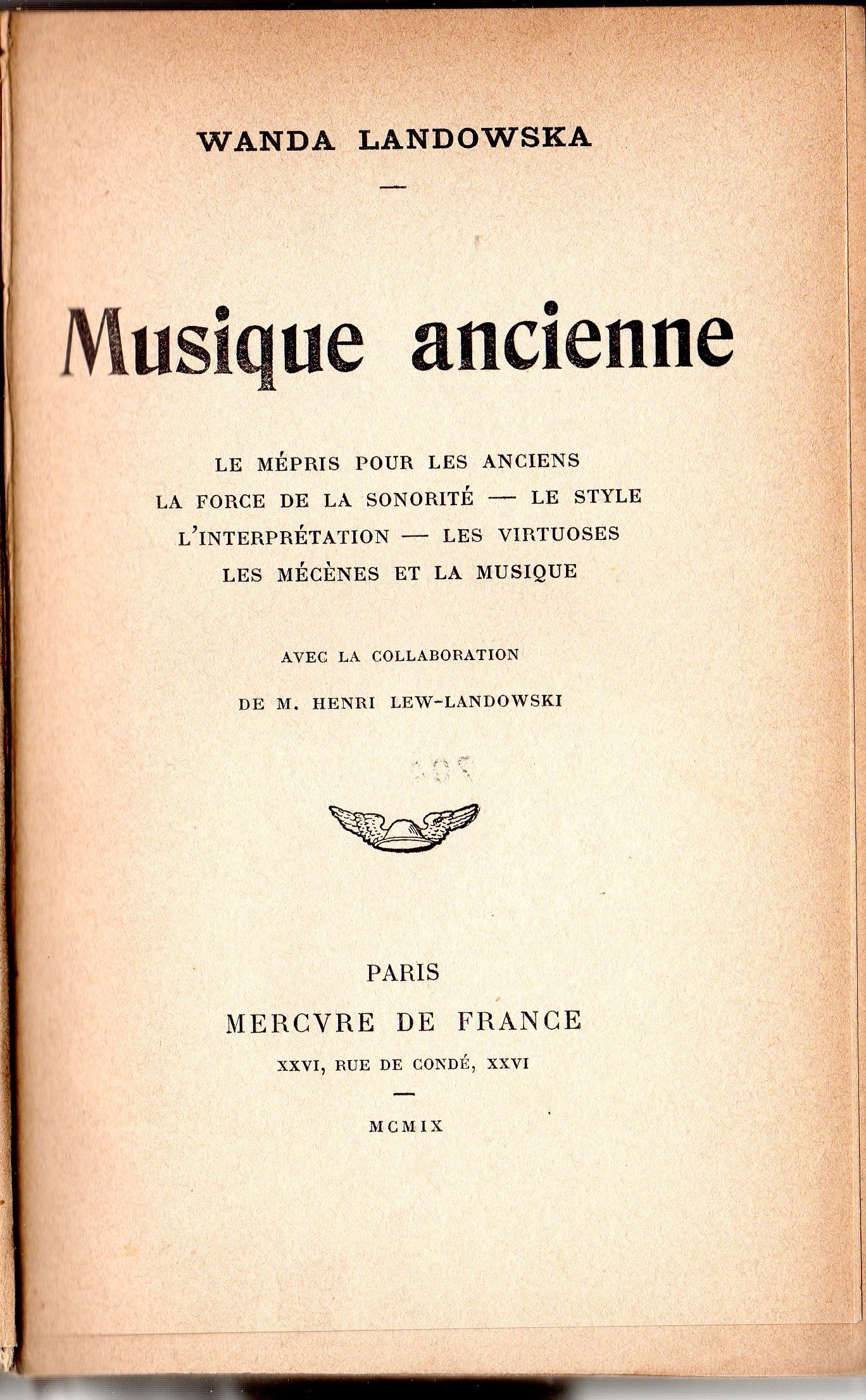
Musique ancienne : page de titre de la première édition.

- Sur l'interprétation des œuvres de clavecin de Jean-Sébastien Bach, 1905
- « En vue de quel instrument Bach a-t-il composé son Wohltemperiertes Clavier ? » dans La Revue Musicale, 9e année, no 2, 1er décembre 1927, p. 123-129.
- Musique ancienne : le mépris pour les anciens - la force de la sonorité - le style - l'interprétation - les virtuoses - les Mécènes et la Musique, Paris, Maurice Senart, 1921 (1re éd. 1909), 270 p. (OCLC 2821480, lire en ligne) Rééditions : avec une présentation de Roger Lewinter, Éditions Ivrea, Paris, 1996.  (ISBN 2-85184-252-8) ; avec une préface de Jean Roy et un disque, Claude Tchou "Bibliothèque des introuvables", 2005,  (ISBN 2-84575-231-8)
- Chopin et l'ancienne musique française, 1931
- Sur les Variations Goldberg de Jean-Sébastien Bach, 1933

Citations
- « Il ne faut pas jouer les chefs-d'œuvre du passé comme on regarderait passer un convoi funéraire, paralysé par le respect. – Wanda Landowska »[réf. nécessaire]
- « Entre un coup de métronome et le suivant, il n'y a que le vide. Entre un battement de cœur humain et le suivant il y a tout un monde. – Wanda Landowska »[réf. nécessaire]

## Distinctions
- Officier de l'ordre Polonia Restituta